# Florence Descamps
 (juillet 2018).
Si vous disposez d'ouvrages ou d'articles de référence ou si vous connaissez des sites web de qualité traitant du thème abordé ici, merci de compléter l'article en donnant les références utiles à sa vérifiabilité et en les liant à la section « Notes et références ».
Florence Descamps est une économiste et historienne française.

## Biographie
Ancienne élève de l'École normale supérieure de jeunes filles (1984) et agrégée d'histoire (1987), elle a été de 1987 à 1994 la première secrétaire scientifique du Comité pour l'histoire économique et financière de la France (CHEFF), rattaché au ministère de l’Économie et des Finances et vice-présidé par Maurice Lévy-Leboyer. Dans ce poste, elle met au point l'organisation, la stratégie scientifique, la programmation des colloques et le rôle d’éditeur scientifique ; elle joue également un rôle essentiel dans la collecte des témoignages oraux auprès des acteurs et témoins des politiques économiques et financières menées en France depuis les années 1930. Elle assume un rôle de tuteur auprès des étudiants engagés dans le programme « Histoire du ministère des Finances » qu’elle lance au sein du CHEFF en 1992. En 1993, elle conçoit et initie le premier concours autobiographique du ministère des Finances, auprès des retraités du Trésor public, concours d’écriture qui sera répliqué par la suite pour les Impôts, les Douanes, la direction de la Concurrence et de la répression des fraudes, l’INSEE, ainsi qu’aux Caisses d'épargne et à la Poste.
Dans le sillage de ce Comité qui fait nombre d’émules dans l’administration française, elle inspire la création ou fait partie de nombreux comité d’histoire ministériels dans les années 1990 et 2000 : Sécurité sociale, Agriculture, ENA, Conseil d’État, Armement, Cour des Comptes, INRA, Culture, Corps préfectoral, Grand Paris… Elle est membre du Comité des Travaux Historiques et scientifiques. Cette activité l’a conduite à réfléchir à la notion d’ingénierie patrimoniale et historique, à l’enseigner et à l’appliquer à de nombreux domaines. Elle a consacré à ce phénomène des Comités d’histoire plusieurs articles qui signalent dans cette organisation de la recherche historique « une exception française »[réf. nécessaire].

### À l’École pratique des hautes études
En 1996, elle est élue maître de conférences à l'EPHE-Section des Sciences historiques et philologiques où elle anime un séminaire sur l’histoire orale et les archives orales dans les organisations, qui croise les diverses approches des sciences sociales en matière de témoignage et de mémoire. L’un des fruits de ce séminaire est son ouvrage L’historien, l’archiviste et le magnétophone (2001, 2005, 2013), qui a contribué à acclimater l’utilisation des sources orales en histoire contemporaine en France. Porteuse et défenseuse d’une « histoire orale à la française », elle est à l’origine de la création de nombreux corpus d’archives orales, notamment dans les ministères. Elle participe successivement à plusieurs groupes de travail sur le statut juridique des archives orales et contribue à la clarification des conditions de leur exploitation.
Depuis 2014, elle est présidente de l’Association française des Archives sonores, orales et audiovisuelles (créée en 1979) et dirige la revue Sonorités. Bulletin de l’AFAS[réf. nécessaire].

## Recherches
À partir de 2005, ses recherches s’orientent vers l’histoire de « l’État de finances » en histoire contemporaine et plus particulièrement vers l’étude de l’appareil économique et financier de l’État au XXe siècle. Elles ont été inspirées par la lecture du livre du juriste Stéphane Rials, Administration et organisation 1910-1930 (1977), de l’ouvrage programmatique de Pierre Rosanvallon, L’État en France de 1789 à nos jours (1990) et par les travaux de Guy Thuillier, directeur d’études à la IVe section des sciences historiques de l’EPHE sur l’histoire administrative française (XIXe – XXe siècles). Elles trouvent également leur source dans l’enseignement qu’elle a reçu à l’ENS de Françoise Autrand, professeur d’histoire médiévale, spécialiste d’histoire politique de l’État aux XIVe – XVIe siècles.
De 2005 à 2012, elle anime un séminaire mensuel de recherche pluridisciplinaire sur l'histoire de la gestion publique en France en codirection avec des sociologues, des politistes et des juristes, dont les actes sont publiés aux Éditions du CHEFF.
En 2014, elle soutient une habilitation à diriger des recherches (EHESS, garant Patrick Fridenson, spécialiste de l’histoire des organisations) sur « La question de la réforme de l’État en France », avec un mémoire de recherche sur Le ministère des Finances, la réforme administrative et la modernisation de l’État 1914-1974 et un mémoire de synthèse intitulé De l'histoire orale au patrimoine immatériel.
À partir de 2014, ses travaux portent d’un côté sur l’histoire des finances publiques dans la Grande Guerre, et de l’autre sur l’histoire du ministère des Finances dans les années 1970 et 1980. Elle rejoint en 2018 le programme de recherche « Les femmes qui comptent » sous la direction de S. Effosse et L. Quennouëlle-Corre, pour le volet du Ministère de l’Économie et des Finances. Membre de l’équipe Histara à l’EPHE, elle travaille également sur les relations entre architecture et pouvoir et plus particulièrement sur la construction du nouveau ministère de l’Économie et des Finances à Bercy.

## Publications

### Histoire orale et archives orales
- L’historien, l’archiviste et le magnétophone. De la constitution de la source orale à son exploitation, Paris, Comité pour l’histoire économique et financière de la France, 2001, 2005 (édition électronique 2013).
- « Et si on ajoutait l’image au son ? Quelques éléments de réflexion sur les entretiens filmés dans le cadre d’un projet d’archives orales », Gazette des Archives, no 196, 2004, p. 95-122
- Les sources orales et l’histoire. Récits de vie, entretiens, témoignages oraux, Paris, Bréal, 2006.
- « L’entretien de recherche en histoire : statut juridique, contraintes et règles d’utilisation », Histoire@ politique.fr, no 3, novembre-décembre 2007.

### Histoire des finances publiques, histoire de l’État auXXesiècle
- « François Bloch-Lainé et la réforme de l’État : de l’action au magistère moral, 1946-1996», in M. Margairaz (dir.), François Bloch-Lainé, Fonctionnaire, financier, citoyen. Regards d’historien(nne)s sur la vie et la carrière de François Bloch-Lainé, Actes de la Journée d’étude organisée à Bercy le 25 février 2003 par le Comité pour l’histoire économique et financière, Paris, CHEFF, 2005, p. 157-232.
- « Michel Debré et la réforme du ministère des Finances 1937-1968 », in Actes du colloque du 8 janvier 2004 organisé à Bercy par le Comité pour l’Histoire économique et financière, Michel Debré, un réformateur aux Finances 1966-1968, Paris, CHEFF, 2005, p. 145-181.
- « L’État moderne, une contribution originale des fonctionnaires des Finances à la réforme de l’État (1928-1940) », Revue française d’Administration Publique, MO. Baruch et P. Bezès (dir.), Généalogies de l’État, no 120, 2006, p. 667-678
- « La Cour des Comptes et le contrôle financier des administrations publiques. Histoire d'une tentation, histoire d‘une tentative, 1914-1940 », Revue française d‘administration publique, no 124, décembre 2007, p. 659-672
- « Lorsque la direction du Budget faisait appel à un cabinet de conseil privé pour sa propre réorganisation… », Revue française d’administration publique, no 131, décembre 2009, p. 513-525
- P. Bezès, F. Descamps, S. Kott, L. Tallineau (dir.), L’invention de la gestion des finances publiques, Élaborations et pratiques du droit comptable et budgétaire au XIXe siècle 1815-1914, Paris, CHEFF, volume I, 2010.
- P. Bezès, F. Descamps, S. Kott, L. Tallineau (dir.), L’invention de la gestion des finances publiques. Du contrôle de la dépense à la gestion des services publics (1914-1967), Paris, CHEFF, volume II, 2013.
- « L’histoire des femmes cadres aux Finances 1939-1981 : un plafond de plomb », Revue française d’administration publique, no 145, 2013, p. 39-63.
- La mobilisation financière pendant la Grande Guerre. Le front financier, un troisième front, Paris, CHEFF, 2015 (en co-direction avec Laure-Quennouëlle-Corre).
- Finances publiques en temps de guerre. Déstabilisation et recomposition des pouvoirs, Paris, CHEFF, 2016 (en co-direction avec Laure Quennouëlle-Corre).
- « L'entreprise a t-elle été un modèle d'inspiration au ministère des Finances  pour la modernisation de l’État dans la France des Trente Glorieuses ? », Entreprises et histoire, no 84, 2016, p. 103-122